# Championnats du monde de cyclisme sur route 1981
Navigation
Sallanches 1980 Goodwood 1982
Les championnats du monde de cyclisme sur route 1981 ont eu lieu du 26 au 30 août 1981 à Prague, en Tchécoslovaquie. 

## Résultats
| Épreuves :                                       | Or                                                                  | Or              | Argent                                                                        | Argent | Bronze                                                               | Bronze |
| Épreuves masculines                              |                                                                     |                 |                                                                               |        |                                                                      |        |
| Hommes - course en ligne                         | Freddy Maertens Belgique                                            | 7 h 21 min 59 s | Giuseppe Saronni Italie                                                       | m.t.   | Bernard Hinault France                                               | m.t.   |
| Hommes - amateurs - course en ligne              | Andreï Vedernikov Union soviétique                                  | 4 h 47 min 5 s  | Rudy Rogiers Belgique                                                         | m.t.   | Gilbert Glaus Suisse                                                 | à 48 s |
| Hommes - amateurs - contre-la-montre par équipes | Allemagne de l'Est Falk Boden Bernd Drogan Mario Kummer Olaf Ludwig | -               | Union soviétique Youri Kachirine Oleg Logvine Sergueï Kadazki Anatoli Yarkine | -      | Tchécoslovaquie Milan Jurčo Michal Klasa Alipi Kostadinov Jiří Škoda | -      |
| Épreuve féminine                                 |                                                                     |                 |                                                                               |        |                                                                      |        |
| Femmes - course en ligne                         | Ute Enzenauer Allemagne de l'Ouest                                  | -               | Jeannie Longo France                                                          | -      | Connie Carpenter États-Unis                                          | -      |

## Déroulement des championnats

### 30 août: la course en ligne professionnelle
Freddy Maertens règle au sprint Giuseppe Saronni et	Bernard Hinault pour remporter son deuxième titre de champion du monde, après Ostuni en 1976.
| \| Classement général \| Classement général \| Classement général \| Classement général \| Classement général \| \| Coureur \| Coureur \| Pays \| Équipe \| Temps \| \| ------------------ \| ----------------------- \| ------------------ \| ------------------ \| ------------------ \| \| 1er \| Freddy Maertens[2] \| Belgique \| Belgique \| 7 h 21 min 59 s \| \| 2e \| Giuseppe Saronni \| Italie \| Italie \| + 0 s \| \| 3e \| Bernard Hinault \| France \| France \| + 0 s \| \| 4e \| Gilbert Duclos-Lassalle \| France \| France \| + 0 s \| \| 5e \| Guido Van Calster \| Belgique \| Belgique \| + 0 s \| \| 6e \| Francesco Moser \| Italie \| Italie \| + 0 s \| \| 7e \| Alfons De Wolf \| Belgique \| Belgique \| + 0 s \| \| 8e \| Stefan Mutter \| Suisse \| Suisse \| + 0 s \| \| 9e \| Bruno Wolfer \| Suisse \| Suisse \| + 0 s \| \| 10e \| Pierino Gavazzi \| Italie \| Italie \| + 0 s \| \| 11e \| Johan van der Velde \| Pays-Bas \| Pays-Bas \| + 0 s \| \| 12e \| Klaus-Peter Thaler \| Allemagne \| \| + 0 s \| \| 13e \| Serge Demierre \| Suisse \| Suisse \| + 0 s \| \| 14e \| Robert Millar \| Royaume-Uni \| Grande-Bretagne \| + 0 s \| \| 15e \| Marino Lejarreta \| Espagne \| Espagne \| + 0 s \| |                         |             |                 |                 |
| |                         |             |                 |                 |
| |                         |             |                 |                 |
| Classement général |                         |             |                 |                 |
| Coureur | Coureur                 | Pays        | Équipe          | Temps           |
| 1er | Freddy Maertens         | Belgique    | Belgique        | 7 h 21 min 59 s |
| 2e | Giuseppe Saronni        | Italie      | Italie          | + 0 s           |
| 3e | Bernard Hinault         | France      | France          | + 0 s           |
| 4e | Gilbert Duclos-Lassalle | France      | France          | + 0 s           |
| 5e | Guido Van Calster       | Belgique    | Belgique        | + 0 s           |
| 6e | Francesco Moser         | Italie      | Italie          | + 0 s           |
| 7e | Alfons De Wolf          | Belgique    | Belgique        | + 0 s           |
| 8e | Stefan Mutter           | Suisse      | Suisse          | + 0 s           |
| 9e | Bruno Wolfer            | Suisse      | Suisse          | + 0 s           |
| 10e | Pierino Gavazzi         | Italie      | Italie          | + 0 s           |
| 11e | Johan van der Velde     | Pays-Bas    | Pays-Bas        | + 0 s           |
| 12e | Klaus-Peter Thaler      | Allemagne   |                 | + 0 s           |
| 13e | Serge Demierre          | Suisse      | Suisse          | + 0 s           |
| 14e | Robert Millar           | Royaume-Uni | Grande-Bretagne | + 0 s           |
| 15e | Marino Lejarreta        | Espagne     | Espagne         | + 0 s           |

## Tableau des médailles
| Rang  | Nation               | Or | Argent | Bronze | Total |
| ----- | -------------------- | -- | ------ | ------ | ----- |
| 1     | Belgique             | 1  | 1      | 0      | 2     |
| 1     | Union soviétique     | 1  | 1      | 0      | 2     |
| 3     | Allemagne de l'Ouest | 1  | 0      | 0      | 1     |
| 3     | Allemagne de l'Est   | 1  | 0      | 0      | 1     |
| 5     | France               | 0  | 1      | 1      | 2     |
| 6     | Italie               | 0  | 1      | 0      | 1     |
| 7     | Suisse               | 0  | 0      | 1      | 1     |
| 7     | États-Unis           | 0  | 0      | 1      | 1     |
| 7     | Tchécoslovaquie      | 0  | 0      | 1      | 1     |
| Total | Total                | 4  | 4      | 4      | 12    |

## Liste des coureurs professionnels
NB : Classement des équipes par nombre de coureurs puis alphabétiquement.

Le nombre maximum de coureurs par équipe est de 12 coureurs + le champion du monde en titre Bernard Hinault.

Le nombre de coureur au départ est de 112 pour 69 classés (43 ont abandonné)
| Équipe de France | Équipe de Belgique | Équipe d'Espagne |
| - Dominique Arnaud (35e) - Charly Bérard (60e) - Jean-René Bernaudeau (20e) - Serge Beucherie (22e) - Jacques Bossis (41e) - Gilbert Duclos-Lassalle (4e) - Jean-Louis Gauthier - Bernard Hinault (3e) - Maurice Le Guilloux (64e) - Marc Madiot (24e) - Jean-François Rodriguez (37e) - Marcel Tinazzi (32e) - Bernard Vallet (68e) | - Jan Bogaert (39e) - Claude Criquielion (25e) - Roger De Vlaeminck - Fons de Wolf (7e) - Freddy Maertens - René Martens (28e) - Patrick Pevenage - Guido Van Calster (5e) - Jean-Luc Vandenbroucke (57e) - Herman Van Springel - Gery Verlinden - Daniel Willems | - Bernardo Alfonsel (54e) - Ángel Arroyo - Alberto Fernández Blanco - Juan Fernández Martín (55e) - Eulalio García Pereda - Rafael Ladrón de Guevara - Miguel María Lasa - Ismael Lejarreta (16e) - Marino Lejarreta (15e) - Enrique Martínez Heredia - Faustino Rupérez (58e) - Jesús Suárez Cueva (53e) |
| Équipe d'Italie | Équipe des Pays-Bas | Équipe de Suisse |
| - Marino Amadori - Gianbattista Baronchelli (27e) - Giovanni Battaglin (26e) - Silvano Contini (17e) - Pierino Gavazzi (10e) - Luciano Loro (59e) - Palmiro Masciarelli (30e) - Francesco Moser (6e) - Wladimiro Panizza (29e) - Giuseppe Saronni (2e) - Claudio Torelli (36e) - Alfio Vandi                                         | - Theo de Rooij (18e) - Jacques Hanegraaf - Gerrie Knetemann - Hennie Kuiper (69e) - Henk Lubberding - Jan Raas - Aad van den Hoek - Adrie van der Poel - Johan van der Velde (11e) - Ad Wijnands - Peter Winnen (40e) - Joop Zoetemelk (21e)                     | - Beat Breu - Serge Demierre (13e) - Guido Frei (52e) - Daniel Gisiger (51e) - Jean Marie Grezet (49e) - Fridolin Keller (38e) - Erwin Lienhard (19e) - Patrick Moerlen - Stefan Mutter (8e) - Gottfried Schmutz (56e) - Josef Wehrli - Bruno Wolfer (9e)                                                 |
| Équipe d'Allemagne Fédérale : | Équipe de Norvège | Équipe du Royaume-Uni |
| - Uwe Bolten (45e) - Gregor Braun (31e) - Rolf Haller - Hans Hindelang - Hans-Peter Jakst - Peter Kehl (67e) - Hans Neumayer - Klaus-Peter Thaler (12e) - Dietrich Thurau (62e) - Rudi Weber | - Geir Digerud - Knut Knudsen (65e) - Dag Selander - Jostein Wilmann (34e) | - Dudley Hayton - Graham Jones - Robert Millar (14e) - Paul Sherwen |
| Équipe des États-Unis | Équipe d'Australie | Équipe du Danemark |
| - Jonathan Boyer (48e) - John Eustice - Greg LeMond (47e) - George Mount (46e) | - Wayne Hildred (50e) - John Trevorrow - Gary Wiggins | - Per Bausager (43e) - Jørgen Marcussen - Freddy Reimer |
| Équipe de Suède | Équipe d'Autriche : | Équipe d'Irlande |
| - Sven-Åke Nilsson (23e) - Tommy Prim (33e) - Alf Segersäll (44e) | - Erich Jagsch - Gerhard Schonbacher | - Sean Kelly (42e) - Stephen Roche (61e) |
| Équipe du Luxembourg | Équipe du Canada | Équipe de Nouvelle-Zélande |
| - Lucien Didier (63e) - Eugène Urbany (66e) | - Richard Meehan | - John Patrick Mullan |